# Comunidad de comunas del Perche y Alto de Vendôme
La Comunidad de comunas del Perche y Alto de Vendôme (Communauté de communes du Perche et Haut Vendômois en francés), es una estructura intercomunal francesa situada en el departamento francés de Loir y Cher de la región de Centro-Valle de Loira.

## Historia
Fue creada el 1 de enero de 2014 con la unión de las comunidades de comunas del Alto de Vendôme y del Perche de Vendôme, más la comunidad de Moisy, que anteriormente iba por libre; siendo las comunas, diez de las doce comunas del antiguo cantón de Droué, nueve de las trece comunas del antiguo cantón de Morée, dos de las doce comunas del antiguo cantón de Ouzouer-le-Marché, y dos de las dieciséis comunas del antiguo cantón de Selommes; y que actualmente forman parte todas ellas del nuevo cantón de La Perche.

## Nombre
Debe su nombre a que la comunidad de comunas se haya radicada en la región natural francesa de Perche, así como en el llamado País de Vendôme, situado en la región natural antes citada, y que corresponde más o menos, con el antiguo Condado de Vendôme.

## Composición
La Comunidad de comunas reagrupa 23 comunas:
| Comuna                    | Código INSEE | Región            | Población (2012) | Superficie (km²) | Densidad (hab./km²) |
| ------------------------- | ------------ | ----------------- | ---------------- | ---------------- | ------------------- |
| Bouffry                   | 41022        | Droué             | 149              | 17.73            | 8                   |
| Brévainville              | 41026        | Morée             | 176              | 16.16            | 11                  |
| Busloup                   | 41028        | Morée             | 439              | 18.94            | 23                  |
| Chauvigny-du-Perche       | 41048        | Droué             | 235              | 23.43            | 10                  |
| Droué                     | 41075        | Droué             | 1056             | 24.04            | 44                  |
| Fontaine-Raoul            | 41088        | Droué             | 226              | 21.90            | 10                  |
| Fréteval                  | 41095        | Morée             | 1155             | 20.49            | 56                  |
| La Chapelle-Enchérie      | 41037        | Selommes          | 189              | 10.76            | 18                  |
| La Chapelle-Vicomtesse    | 41041        | Droué             | 184              | 15.03            | 12                  |
| La Fontenelle             | 41089        | Droué             | 205              | 20.10            | 10                  |
| Le Poislay                | 41179        | Droué             | 207              | 15.89            | 13                  |
| Lignières                 | 41115        | Morée             | 435              | 15.77            | 28                  |
| Lisle                     | 41116        | Morée             | 207              | 6.61             | 31                  |
| Moisy                     | 41141        | Ouzouer-le-Marché | 335              | 17.33            | 19                  |
| Morée                     | 41154        | Morée             | 1163             | 25.83            | 45                  |
| Ouzouer-le-Doyen          | 41172        | Ouzouer-le-Marché | 233              | 16.59            | 14                  |
| Pezou                     | 41175        | Morée             | 1141             | 13.97            | 82                  |
| Renay                     | 41187        | Selommes          | 174              | 12.05            | 14                  |
| Romilly                   | 41193        | Droué             | 187              | 14.90            | 13                  |
| Ruan-sur-Egvonne          | 41196        | Droué             | 95               | 11.35            | 8                   |
| Saint-Hilaire-la-Gravelle | 41214        | Morée             | 685              | 17.57            | 39                  |
| Saint-Jean-Froidmentel    | 41216        | Morée             | 506              | 17.20            | 29                  |
| Villebout                 | 41277        | Droué             | 128              | 11.21            | 11.4                |

## Competencias
La comunidad es un organismo público de cooperación intercomunal.
Sus recursos provienen del impuesto sobre los rendimientos del trabajo único, del sistema de contribuciones que se aplica a los residuos y asignaciones y subvenciones de diversos socios.
Sus competencias en general se centran en el desarrollo económico, medio ambiental, de empleo y los servicios comunitarios a los habitantes:
- Ordenación del Territorio
  - Plan de Coherencia Territorial (SCOT, en francés).
  - Plan Sectorial.
- Desarrollo y organización económica
  - Acción de desarrollo económico de las actividades industriales, comerciales o de empleo, (apoyo de las actividades agrícolas y forestales...).
  - Creación, organización, mantenimiento y gestión de zonas de actividades industriales, comerciales, terciario, artesanal o turístico.
- Desarrollo y organización social y cultural
  - Actividades culturales y socioculturales.
  - Actividades deportivas.
  - Construcción y/u organización, mantenimiento, gestión de equipamientos o establecimientos culturales, socioculturales, socioeducativos, deportivos…, etc.
  - Transporte escolar.
- Medio ambiente
  - Saneamiento no colectivo.
  - Recogida y tratamiento de los residuos urbanos y asimilados.
  - Protección y valorización del Medio Ambiente.
- Vivienda y hábitat
  - Programa local del hábitat.
- Servicio de vías públicas
  - Creación, organización y mantenimiento del servicio de vías públicas.
- Otros
  - Adquisición comunal de material.
  - Informática, Talleres vecinales.